# Пекінський військовий округ
Пекінський військовий округ — один із семи колишніх військових округів КНР. Утворений у 1948. До його складу входили 27-а, 38-а та 65-а загальновійськові армії. Станом на 2008 командувачем округу був Фан Фенхуей, комісаром округу - Фу Гуйтін.
1 лютого 2016 округ розформовано. Військові частини увійшли до складу новостворених Північного та Центрального військового округів.

## Склад
27-а армія: 80-а, 81-а, 235-а мотострілецькі бригади, 13 танкова бригада, артилерійська бригада та змішана ракетно-артилерійська бригада ППО. 38-а армія: 112-а та 113-а механізовані піхотні дивізії, 6-а танкова дивізія, 8-й корпус армійської авіації, артилерійська бригада, чотири ракетно-артилерійські бригади ППО. 65-а армія: 193-а, 194-а та 195-а механізовані піхотні бригади, 207-а танкова бригада, 4 корпуси армійської авіації, артилерійський дивізіон та артилерійська бригада ППО.